# Jawaher Gesmi
Jawaher Gesmi (arabe : جواهر قاسمي), née le 5 septembre 1999, est une haltérophile tunisienne.

## Carrière
Jawaher Gesmi est double médaillée d'argent (à l'épaulé-jeté et au total) ainsi que médaillée de bronze à l'arraché aux championnats d'Afrique 2021 à Nairobi dans la catégorie des moins de 71 kg.
Aux championnats d'Afrique 2023 à Tunis, elle remporte trois médailles d'argent dans la catégorie des moins de 64 kg,.
Elle est triple médaillée de bronze dans la catégorie des moins de 71 kg aux championnats d'Afrique 2024 à Ismaïlia et triple médaillée d'argent dans la même catégorie aux Jeux africains de 2023 à Accra ainsi qu'aux championnats d'Afrique 2025 à Moka.